# 柯西乘积
在数学上，以法国数学家奧古斯丁·路易·柯西命名的柯西乘积，是指两组数列{\displaystyle a_{n},b_{n}}的离散卷积。
{\displaystyle c_{n}=\sum _{k=0}^{n}a_{k}b_{n-k}.}
该数列乘积被认为是自然数{\displaystyle R[\mathbb {N} ]}的半群环的元素。

## 级数
一个特别重要的例子是考虑两个严格的形式级数（不需要收敛）{\displaystyle a_{n},b_{n}}：
{\displaystyle \sum _{n=0}^{\infty }a_{n},\qquad \sum _{n=0}^{\infty }b_{n},}
一般地，对于实数和复数，柯西乘积定义为如下的离散卷积形式：
{\displaystyle \left(\sum _{n=0}^{\infty }a_{n}\right)\cdot \left(\sum _{n=0}^{\infty }b_{n}\right)=\sum _{n=0}^{\infty }c_{n},}
这里 {\displaystyle c_{n}=\sum _{k=0}^{n}a_{k}b_{n-k},\,n=0,1,2,\ldots }
“形式”是指我们对级数运算时不考虑是否收敛，参见形式幂级数。
人们希望，通过对两组级数做实际卷积的有限和的类推，得到无穷级数
{\displaystyle \sum _{n=0}^{\infty }c_{n}}
等于如下乘积：
{\displaystyle \left(\sum _{n=0}^{\infty }a_{n}\right)\left(\sum _{n=0}^{\infty }b_{n}\right)}
就如同两个数列的和是有限范围一样做乘法。
在充分良态的情况下，上述式子成立。而更重要的一点，尽管这两个无穷级数可能不收敛，它们的柯西乘积仍可能存在。

## 示例

### 有穷级数
对于{\displaystyle i>n}、{\displaystyle i>m}，有{\displaystyle x_{i}=0}，{\displaystyle y_{i}=0} 即为有穷级数，则{\displaystyle \sum x}和 {\displaystyle \sum y} 柯西乘积可以展开为{\displaystyle (x_{0}+\cdots +x_{n})(y_{0}+\cdots +y_{m})}，因此可以直接计算乘积。

### 无穷级数
- 对某些{\displaystyle a,b\in \mathbb {R} }，构造{\displaystyle x_{n}=a^{n}/n!\,}和{\displaystyle y_{n}=b^{n}/n!\,}，由定义和二项式展开可知：

{\displaystyle C(x,y)(n)=\sum _{i=0}^{n}{\frac {a^{i}}{i!}}{\frac {b^{n-i}}{(n-i)!}}={\frac {(a+b)^{n}}{n!}}}
形式上， {\displaystyle \exp(a)=\sum x}，{\displaystyle \exp(b)=\sum y}，我们已表明{\displaystyle \exp(a+b)=\sum C(x,y)}。由于该两个绝对收敛数列的柯西乘积等于两个数列极限的乘积，（见下面的证明），因此我们就可证明这个表达式对于 {\displaystyle a,b\in \mathbb {R} }有{\displaystyle \exp(a+b)=\exp(a)\exp(b)}
- 另外一个例子，令{\displaystyle x(n)=1}（{\displaystyle n\in \mathbb {N} }），则 {\displaystyle C(x,x)(n)=n+1}对所有{\displaystyle n\in \mathbb {N} }成立，则柯西乘积 {\displaystyle \sum C(x,x)=(1,1+2,1+2+3,1+2+3+4,\dots )} ，该乘积不收敛。

## 收敛和梅尔滕斯定理
令x, y为实数数列，弗兰兹·梅尔滕斯（Franz Mertens）提出，如果级数{\displaystyle \sum y}收敛到Y，且级数{\displaystyle \sum x}绝对收敛到X，则他们的柯西乘积 {\displaystyle \sum C(x,y)}收敛到XY。
对于两个级数为条件收敛时，结论未必成立。如下反例所示：

### 例子
考虑下述两交错级数：
{\displaystyle a_{n}=b_{n}={\frac {(-1)^{n}}{\sqrt {n+1}}}\,,}
它们都是收敛的（其绝对值构成的级数因比较审敛法和调和级数的发散性而发散）。其柯西乘积的项由下式给出：
{\displaystyle c_{n}=\sum _{k=0}^{n}{\frac {(-1)^{k}}{\sqrt {k+1}}}\cdot {\frac {(-1)^{n-k}}{\sqrt {n-k+1}}}=(-1)^{n}\sum _{k=0}^{n}{\frac {1}{\sqrt {(k+1)(n-k+1)}}}}
其中整数 n ≥ 0。因为对于所有 k ∈ {0, 1, ..., n} 我们都有不等式 k + 1 ≤ n + 1 及 n – k + 1 ≤ n + 1，故对分母中的根式有 √(k + 1)(n − k + 1) ≤ n +1。因此，由于共有 n + 1 个被加项，故对于所有的整数 n ≥ 0有
{\displaystyle |c_{n}|\geq \sum _{k=0}^{n}{\frac {1}{n+1}}=1}
因此，cn 在 n → ∞ 时并不趋于 0，级数 ∑ cn 发散（项测试）。

### 梅尔滕斯定理的证明
令{\displaystyle X_{n}=\sum _{i=0}^{n}x_{i}}，{\displaystyle Y_{n}=\sum _{i=0}^{n}y_{i}} ，{\displaystyle C_{n}=\sum _{i=0}^{n}C(x,y)(i)}，{\displaystyle C_{n}=\sum _{i=0}^{n}\sum _{k=0}^{i}x_{k}y_{i-k}=\sum _{i=0}^{n}Y_{i}x_{n-i}} (重排后)。
则{\displaystyle C_{n}=\sum _{i=0}^{n}(Y_{i}-Y)x_{n-i}+YX_{n}}，对任意给定的 ε > 0，因为{\displaystyle \sum x}绝对收敛，{\displaystyle \sum y}收敛，因此存在一个整数N，对于任意n ≥ N {\displaystyle |Y_{n}-Y|<{\frac {\varepsilon /4}{\sum _{n=0}^{\infty }|x_{n}|+1}}} ，和存在一个正整数M，对于所有 {\displaystyle n\geq M} ，有{\displaystyle |x_{n-N}|<{\frac {\varepsilon /4}{N\sup |Y_{n}-Y|+1}}}（由级数絕對收敛，则式子收敛到0），同样的，存在一个整数L ，如果有 {\displaystyle n\geq L}，则 {\displaystyle |X_{n}-X|<{\frac {\varepsilon /2}{|Y|+1}}}。
因此，对于所有n大于N, M, L，有：
{\displaystyle |C_{n}-XY|=|\sum _{i=0}^{n}(Y_{i}-Y)x_{n-i}+Y(X_{n}-X)|\leq \sum _{i=0}^{N-1}|Y_{i}-Y||x_{n-i}|+\sum _{i=N}^{n}|Y_{i}-Y||x_{n-i}|+|Y||X_{n}-X|<\varepsilon }
根据收敛的定义，即：{\displaystyle \sum C(x,y)\to XY.}

## 切萨罗定理
如果x，y是实数数列，且{\displaystyle \sum x\to A}，{\displaystyle \sum y\to B}，则有：
{\displaystyle {\frac {1}{n}}\left(\sum _{i=0}^{n}C(x,y)_{n}\right)\to AB.}

## 推广
所有上述证明也可推广到{\displaystyle \mathbb {C} }复数级数。柯西乘积可以定义在乘法为内积的欧式空间{\displaystyle \mathbb {R} ^{n}}上。这种情况下，如果两组数列绝对收敛，则柯西乘积绝对收敛到数列极限的内积
。

## 与卷积函数的关系
我们可以定义柯西乘积为双向无限数列，视为{\displaystyle \mathbb {Z} }上的函数。这种情况并非总能定义柯西乘积。例如：常数级数1和其本身的柯西乘积，{\displaystyle (\dots ,1,\dots )}。
有的有一些配对，比如任何级数与一个有限级数的乘积，{\displaystyle \ell ^{1}\times \ell ^{\infty }}的乘积，这与Lp空间有关。